# Jean Marie Emébé
Jean Marie Emébé est un boxeur camerounais né le 17 août 1955 qui a commencé sa carrière dans le judo.

## Carrière
C'est en 1976 qu'il commence sa carrière de boxeur. Il devait participer aux Jeux olympiques de 1976 à Montréal et affronter au deuxième tour des poids moyens l'Américain Michael Spinks ; néanmoins, le Cameroun, comme la plupart des pays africains, boycotte la compétition en raison de la présence de la Nouvelle-Zélande, dont son équipe de rugby à XV effectue une tournée en Afrique du Sud alors sous le régime d'apartheid.
Il passa alors professionnel la même année et devient champion d'Afrique ABU des poids super-welters le 5 novembre 1977 à Lagos en battant par KO le Nigérian Billy Savage. Le 9 décembre 1979, il est sacré champion d'Afrique ABU des poids moyens, battant par KO le Ghanéen Richard Ofosu à Dakar,.
Le 20 septembre 1986 à Indianapolis, il s'incline par KO technique lors du match pour le titre de champion du monde des poids mi-lourds WBA face à l'Américain Marvin Johnson. Le 3 avril 1988 à Bismarck, il s'incline une nouvelle fois par KO technique lors du match pour le titre de champion du monde des poids mi-lourds WBA face à l'Américain Virgil Hill,.